# 砖桥镇
砖桥镇，是中华人民共和国河南省信阳市光山县下辖的一个乡镇级行政单位。

## 行政区划
砖桥镇下辖以下地区：
砖桥街社区、陈岗村、陈乡村、陈寨村、崔棚村、大李冲村、高陌村、李长店村、李岗村、彭冲村、田湾村、魏湾村、文店村和赵岗村。